# Josef Jadrný
Josef Jadrný (* 16. dubna 1957) je český stavař a politik, v letech 2018 až 2020 starosta Janova Dolu, v letech 2012 až 2016 náměstek hejtmana Libereckého kraje.
Působí jako předseda občanského sdružení Naše Podještědí, je jeho členem od založení v roce 2008. Cílem sdružení je „ochránit vydatné podzemní zdroje pitné vody a odvrátit těžbu uranu v hustě obydlené oblasti Podještědí.“
Od roku 2007 byl členem Strany zelených. Na brněnském sjezdu Strany zelených, jenž se konal v prosinci 2009, kandidoval na předsedu strany jako zástupce „Demokratické výzvy“: frakce, která prosazovala posilování vnitrostranických demokratických mechanismů a návrat strany k původnímu programu, od něhož se strana odchýlila během působení v Topolánkově vládě. V kandidátském projevu se vymezil proti silové politice Martina Bursíka, ukončil činnost frakce – protože splnila svůj základní účel – a odstoupil z kandidatury ve prospěch Matěje Stropnického. Na sjezdu byl nakonec poprvé do funkce předsedy Strany zelených zvolen Ondřej Liška.
Na podzim 2010 kandidoval v rámci uskupení Změna pro Liberec do městského zastupitelstva, kam byl zvolen z devátého místa kandidátky. V roce 2012 kandidoval jako člen Strany zelených na kandidátce Změny pro Liberecký kraj i do krajského zastupitelstva, kam byl zvolen tentokrát z osmého místa. Na úvodním zasedání krajského zastupitelstva byl zvolen náměstkem hejtmana pro oblasti řízení životního prostředí a zemědělství. Po zvolení do této funkce se na začátku roku 2013 vzdal mandátu v zastupitelstvu města Liberec. Od března 2012 byl krajským předsedou Strany zelených v Libereckém kraji.
Na sjezdu Strany zelených v České Třebové v listopadu 2012 kandidoval do sedmičlenného Předsednictva Strany zelených na pozici řadového člena. Při volbě metodou jednoho přenosného hlasu v souboji o obsazení posledního místa prohrál těsně s Danou Kuchtovou o 0,019 hlasu.
Ve volbách do Senátu PČR v roce 2014 kandidoval za Stranu zelených v obvodu č. 36 – Česká Lípa. Jeho kandidaturu podporovala i KDU-ČSL. Se ziskem 4,90 % hlasů skončil na 7. místě a nepostoupil tak ani do druhého kola.
V prosinci 2014 byl odvolán z pozice krajského předsedy SZ kvůli jeho postojům při odvolání statutární náměstkyně hejtmana Libereckého kraje Zuzany Kocumové. Odvolání z funkce však v březnu 2015 stornovala Ústřední revizní komise SZ, protože před hlasováním o odvolání Jadrného jednání opustilo 5 delegátů. Tím se stranická konference stala neusnášeníschopnou. Vedení konference pak jednání přesto neukončilo, čímž porušilo vnitrostranické předpisy. Josef Jadrný nicméně ještě v prosinci 2014 ze SZ sám vystoupil.
Ve volbách v roce 2016 již do Zastupitelstva Libereckého kraje nekandidoval a skončil tak i v pozici náměstka hejtmana.
Ve volbách v roce 2018 kandidoval do zastupitelstva obce Janův Důl na Liberecku a stal se tamním starostou. Později se stal členem ČSSD a v krajských volbách v roce 2020 byl lídrem strany v Libereckém kraji. Nicméně neuspěl, jelikož se strana do zastupitelstva vůbec nedostala.
Ve volbách do Poslanecké sněmovny PČR v roce 2021 byl lídrem ČSSD v Libereckém kraji, ale stejně jako celá strana neuspěl.